# Shinrei Tantei Yakumo
Shinrei Tantei Yakumo (jap. 心霊探偵 八雲 Shinrei Tantei Yakumo) – seria light novel autorstwa Manabu Kaminaga, zwana również Psychic Detective Yakumo, publikowana w Nihon Bungeisha i ilustrowana przez Katō Akatsuki, później publikowana w Kadokawa Bunko z ilustracjami Yasushi Suzuki. Na podstawie książki zostały stworzone m.in. 2 serie mangi oraz serial anime.

## Fabuła
Jest to historia Yakumo Saitō, studenta, którego oczy są różnych kolorów. Jego lewe czerwone oko pozwala mu widzieć duchy. Chłopak wierzy, że dusze błąkają się po ziemi z jakiejś konkretnej przyczyny, która nie pozwala im spoczywać w pokoju. Pewnego razu Yakumo zostaje poproszony o pomoc przez dziewczynę o nazwisku Haruka Ozawa. Razem rozpoczynają śledztwo.

## Light novel
| Nr | Tytuł                                               | Data wydania (język japoński) | ISBN (język japoński) |
| -- | --------------------------------------------------- | ----------------------------- | --------------------- |
| 1  | Akai hitomi wa shitte iru (jap. 赤い瞳は知っている) | 5 października 2004           | ISBN 978-4835583440   |
| 2  | Tamashī o tsunagu mono (jap. 魂をつなぐもの)        | 15 marca 2005                 | ISBN 978-4835591049   |
| 3  | Yami no saki ni aru hikari (jap. 闇の先にある光)    | 15 lipca 2005                 | ISBN 978-4286000015   |
| 4  | Mamorubeki omoi (jap. 守るべき想い)                 | 10 listopada 2005             | ISBN 978-4286000084   |
| 5  | Tsunagaru omoi (jap. つながる想い)                  | 15 marca 2006                 | ISBN 978-4286000022   |
| 6  | Shitsui no hate ni (jap. 失意の果てに)              | 1 grudnia 2006                | ISBN 978-4286000046   |
| 7  | Tamashī no yukue (jap. 魂の行方)                    | 28 lutego 2008                | ISBN 978-4286048550   |
| 8  | Ushinawareta tamashī (jap. 失われた魂)              | 21 sierpnia 2009              | ISBN 978-4286081267   |
| 9  | Sukui no tamashī (jap. 救いの魂)                    | 27 marca 2012                 | ISBN 978-4041100684   |
| 10 | Tamashī no michishirube (jap. 魂の道標)             | 31 marca 2017                 | ISBN 978-4041013502   |
| 11 | Tamashī no daishō (jap. 魂の代償)                   | 30 marca 2019                 | ISBN 978-4041076743   |
| 12 | Tamashī no shin'en (jap. 魂の深淵)                  | 35 czerwca 2020               | ISBN 978-4041091814   |

### Secret Files
24 października 2009 roku tom ten wydano także w formie bunkobonu.
| Nr | Tytuł                                      | Data wydania (język japoński) | ISBN (język japoński)  |
| -- | ------------------------------------------ | ----------------------------- | ---------------------- |
| 1  | SECRET FILES Kizuna (jap. SECRET FILES 絆) | 1 czerwca 2007                | ISBN 978-4-286-00006-0 |

### Another Files
Rysunki wykonała Yasushi Suzuki.
| Nr | Tytuł                                                           | Data wydania (język japoński) | ISBN (język japoński) |
| -- | --------------------------------------------------------------- | ----------------------------- | --------------------- |
| 1  | ANOTHER FILES Itsuwari no ki (jap. ANOTHER FILES いつわりの樹)  | 25 lipca 2013                 | ISBN 978-4041009116   |
| 2  | ANOTHER FILES Inori no hitsugi (jap. ANOTHER FILES 祈りの柩)    | 20 czerwca 2014               | ISBN 978-4041017739   |
| 3  | ANOTHER FILES Sabaki no tō (jap. ANOTHER FILES 裁きの塔)        | 24 września 2015              | ISBN 978-4041033654   |
| 4  | ANOTHER FILES Bōrei no negai (jap. ANOTHER FILES 亡霊の願い)    | 25 lutego 2017                | ISBN 978-4041042366   |
| 5  | ANOTHER FILES Chinmoku no yogen (jap. ANOTHER FILES 沈黙の予言) | 24 marca 2020                 | ISBN 978-4041091203   |

## Manga
| Nr | Data wydania         | ISBN                   |
| -- | -------------------- | ---------------------- |
| 1  | 21 września 2009     | ISBN 978-4-04-854386-6 |
| 2  | 19 marca 2010        | ISBN 978-4-04-854432-0 |
| 3  | 22 września 2010     | ISBN 978-4-04-854532-7 |
| 4  | 22 grudnia 2010      | ISBN 978-4-04-854572-3 |
| 5  | 21 maja 2011         | ISBN 978-4-04-854633-1 |
| 6  | 21 października 2011 | ISBN 978-4-04-854701-7 |
| 7  | 22 lutego 2012       | ISBN 978-4-04-120194-7 |
| 8  | 24 października 2012 | ISBN 978-4-04-120262-3 |
| 9  | 22 marca 2013        | ISBN 978-4-04-120654-6 |
| 10 | 21 września 2013     | ISBN 978-4-04-120858-8 |
| 11 | 26 marca 2014        | ISBN 978-4-04-121077-2 |
| 12 | 26 września 2014     | ISBN 978-4-04-102217-7 |
| 13 | 26 stycznia 2016     | ISBN 978-4-04-102856-8 |
| 14 | 26 września 2016     | ISBN 978-4-04-104800-9 |